# Ford Aerospace
Ford Aerospace & Communications Corp (FACC) foi uma empresa aeroespacial e de defesa comercial da Ford Motor Company. Ela consistia de (pelo menos) da divisão de sistemas aeroespaciais (mais tarde Space Systems/Loral) e para o laboratório de desenvolvimento ocidental (WDL) (mais tarde Loral WDL, e atualmente Lockheed Martin WDL).
Devido aos poucos contratos firmados durante seus 32 anos no campo da defesa, a mesma foi vendida em 1990 para a Loral Corporation.
Suas instalações estavam localizadas nas proximidades de Milpitas no estado da Califórnia, Estados Unidos.

## História
- 1956: A Ford Motor Company funda a divisão de defesa e espaço, a Aeronutronic.
- 1961: A Ford Motor Company adquiriu a Philco Corporation, mais tarde denominado de Philco-Ford Corporation.
- 1963: A Ford Motor Company muda seu nome para Philco Aeronutronic, reforçando a participação global da Ford Motor Company nos mercados de espaço e defesa.
- 1975: A Philco-Ford se torna Aeronutronic Corporation.
- 1976: A Aeronutronic Ford Corporation torna-se Ford Aerospace & Communications Corporation.
- 1981: A Ford Aerospace & Communications Corporation cria uma nova divisão no sul da Califórnia chamado DIVAD (Divisão de Defesa Aérea) para a produção do M247 Sergeant York.
- 1988: A Ford Aerospace Milpitas CA se traslada para a Base aérea da OTAN Satcom (NABS: Nato Airbase Satcom).
- 1990: A Ford Aerospace é vendida para a Loral Corporation.

### História após sua venda
- 1990: A Loral Corporation cria as divisões de sistemas aeroespaciais Systems/Loral, la divisão de laboratório de desenvolvimento ocidental Loral e a divisão de defesa aérea Loral Aeronutronic.
- 1996: A Loral Corporation e suas divisões são adquiridas pela Lockheed Martin Corporation.